# Kifino Selo
Kifino Selo (en serbe cyrillique : Кифино Село) est un village de Bosnie-Herzégovine. Il est situé dans la municipalité de Nevesinje et dans la république serbe de Bosnie. Selon les premiers résultats du recensement bosnien de 2013, il compte 199 habitants.

## Démographie

### Évolution historique de la population dans la localité
| 1948 | 1953 | 1961 | 1971 | 1981 | 1991 | 2013 |
| ---- | ---- | ---- | ---- | ---- | ---- | ---- |
| -    | -    | 455  | 325  | 223  | 208  | 199  |

|  |

### Communauté locale
En 1991, la communauté locale de Kifino Selo comptait 918 habitants, répartis de la manière suivante :